# Pseudopyxis
Pseudopyxis är ett släkte av måreväxter. Pseudopyxis ingår i familjen måreväxter.
Kladogram enligt Catalogue of Life:
| Pseudopyxis | \| \| Pseudopyxis depressa \| \| \| \| \| \| Pseudopyxis heterophylla \| \| \| \| \| \| Pseudopyxis monilirhizoma \| \| \| \| |
|             | \| \| Pseudopyxis depressa \| \| \| \| \| \| Pseudopyxis heterophylla \| \| \| \| \| \| Pseudopyxis monilirhizoma \| \| \| \| |
|             | Pseudopyxis depressa |
|             | |
|             | Pseudopyxis heterophylla |
|             | |
|             | Pseudopyxis monilirhizoma |
|             | |